# František Gregora
František Gregora (9. ledna 1819, Netolice – 27. ledna 1887, Písek) byl český hudební skladatel.

## Život

### Mládí a hudební počátky

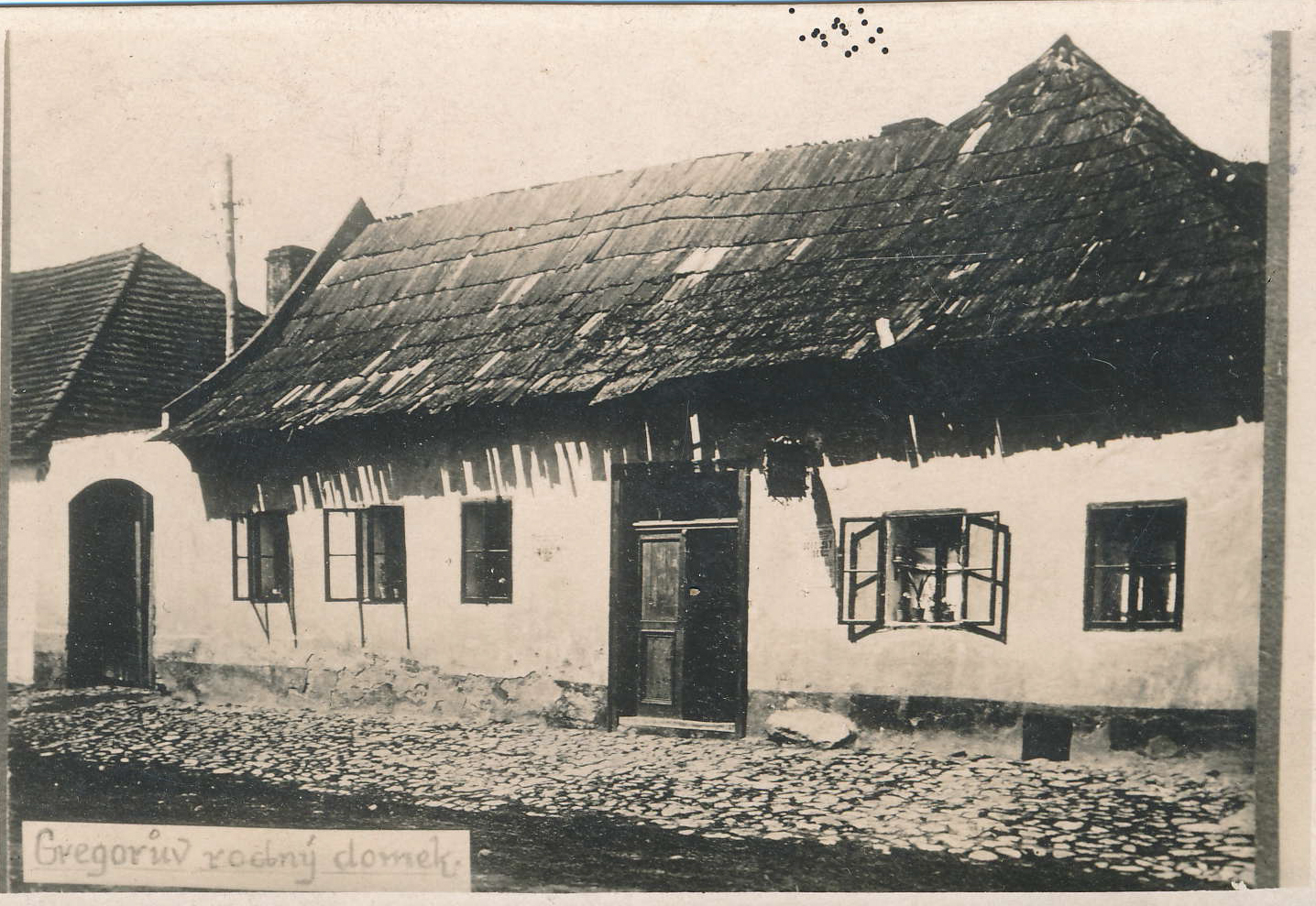
Historická fotografie rodného domu hudebního skladatele Františka Gregory v Netolicích

František Gregora se narodil 9. ledna 1819 v jihočeských Netolicích do rodiny chudého obuvníka. Jeho rod zde byl uváděn již od konce 18. století. Právě v Netolicích se Gregorovi dostalo prvního hudebního vzdělání. Pod vedením tamějšího kantora Josefa Nuska se zde učil hře na varhany, klavír, housle a různé dechové nástroje. To mu umožnilo spoluúčinkovat v různých komorních a orchestrálních souborech, často také zpíval na bohoslužbách v netolickém kostele.
Gregorův rodný dům se nacházel ve Lhenické ulici, avšak byl zbořen a na jeho místě byl postaven dům nový. Ten od roku 1927 nese pamětní desku s nápisem: „Zde se narodil 9/1 1819 František Gregora, hudební skladatel“. Ulice byla na jeho počest přejmenována na Gregorovu a toto jméno nese dodnes.
I přes zřejmý hudební talent chtěl však otec, aby syn kráčel v jeho stopách a aby se stal také obuvníkem. Synova záliba v hudbě ho netěšila a odmítal ho v ní jakkoliv podporovat. Podporu ovšem mladý František nacházel z matčiny strany, která mu údajně i přes otcovu nevoli tajně pořídila housle, aby na ně mohl cvičit i doma.
V šestnácti letech se Gregora na přímluvu své matky a na doporučení svého učitele odebral do Českých Budějovic, kde začal studovat na učitelském ústavu (tehdy ještě německém). Láska k hudbě, které věnoval všechny své volné chvíle, však byla silnější než chuť ke studiu. Brzy byl Gregora znám po celém městě a byl zván na všechny významné hudební produkce.
I přes uznání, kterého se mladému a nadějnému Gregorovi dostávalo, nebyl hudebník spokojen. Studoval díla velkých hudebních mistrů a sám se již pokoušel komponovat své první skladby, což ho vedlo k zásadnímu rozhodnutí.

### Pobyt ve Vídni

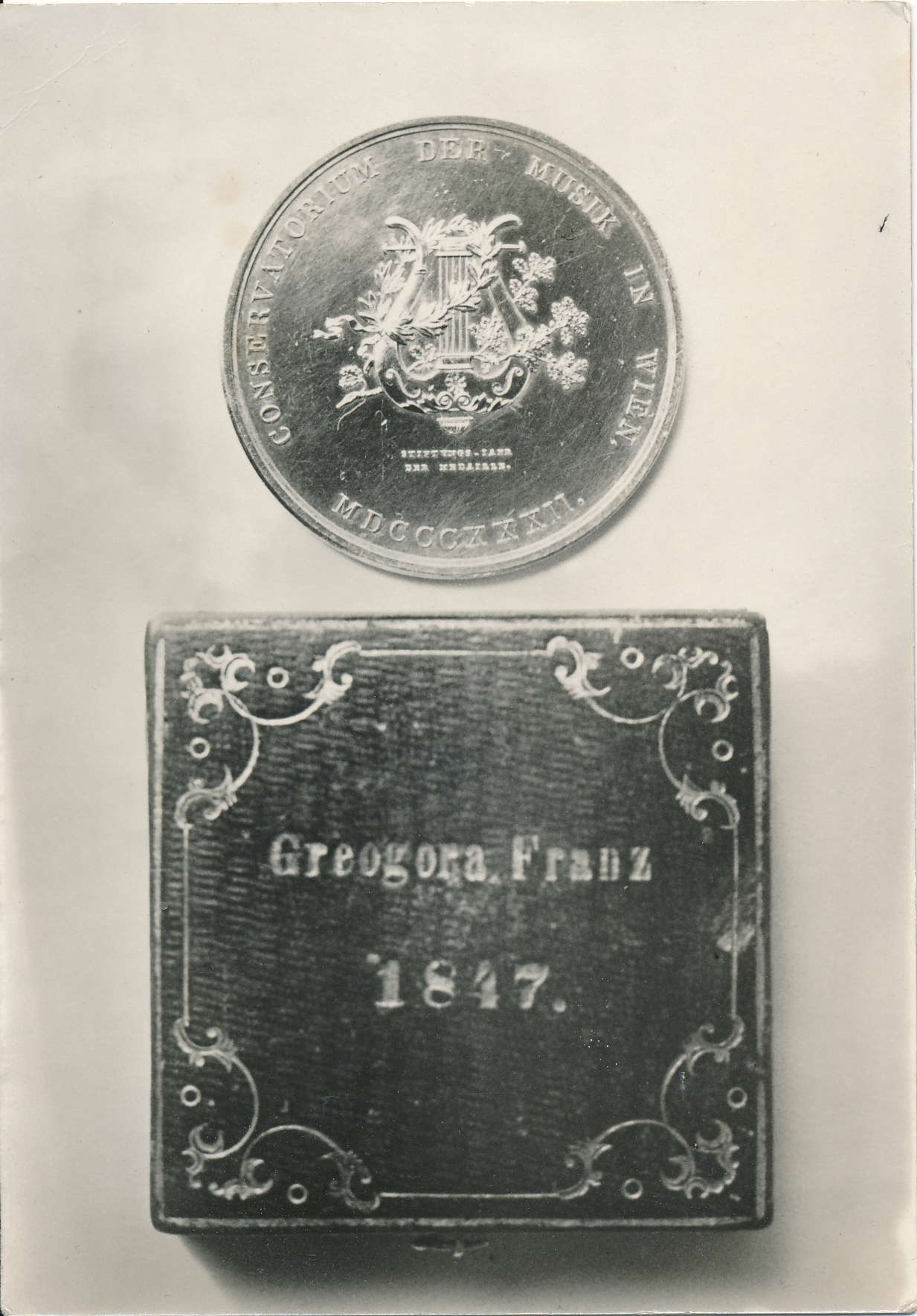
Beethovenova medaile, kterou F. Gregora získal na vídeňské konzervatoři

Touha po hlubším teoretickém hudebním vzdělání jej vedla k tomu, že opustil učitelský ústav a bez hmotných prostředků, dokonce prý i bez vědomí rodičů, se pěšky odebral do Vídně, kulturního a hudebního centra Evropy 19. století. Přijetí na proslulou vídeňskou konzervatoř mu však zpočátku bylo znemožněno, protože již překročil předepsaný věk řádného posluchače. Ujal se ho však profesor varhanické školy Josef Drechsler, který Gregoru vyučoval hře na varhany a po čase jej doporučil jako učitele hudby a klavíristu do několika zámožných vídeňských rodin. To Gregorovi značně pomohlo po finanční stránce, protože po příchodu do Vídně byl takřka bez prostředků a potýkal se s hmotnou nouzí. Působením v nejvyšších kruzích tehdejší vídeňské společnosti získal velmi cenné kontakty.
Díky své píli a nadání brzy dosáhl i svého vytouženého cíle – v pětadvaceti letech byl ředitelem Gottfriedem Preyerem mimořádně přijat na konzervatoř. Tam nejprve studoval harmonii a kontrapunkt a roku 1843 se stal řádným posluchačem profesora Antonína Slámy, u něhož studoval hru na kontrabas a pozoun.
Mimořádná vytrvalost a nadání přinesly ovoce, a tak Gregora roku 1847 s výborným prospěchem dokončil studium na konzervatoři a získal velkou stříbrnou Beethovenovu medaili. Ředitel konzervatoře dokonce před shromážděnou šlechtou prohlásil, že konzervatoř dosud tak výborného žáka neměla.

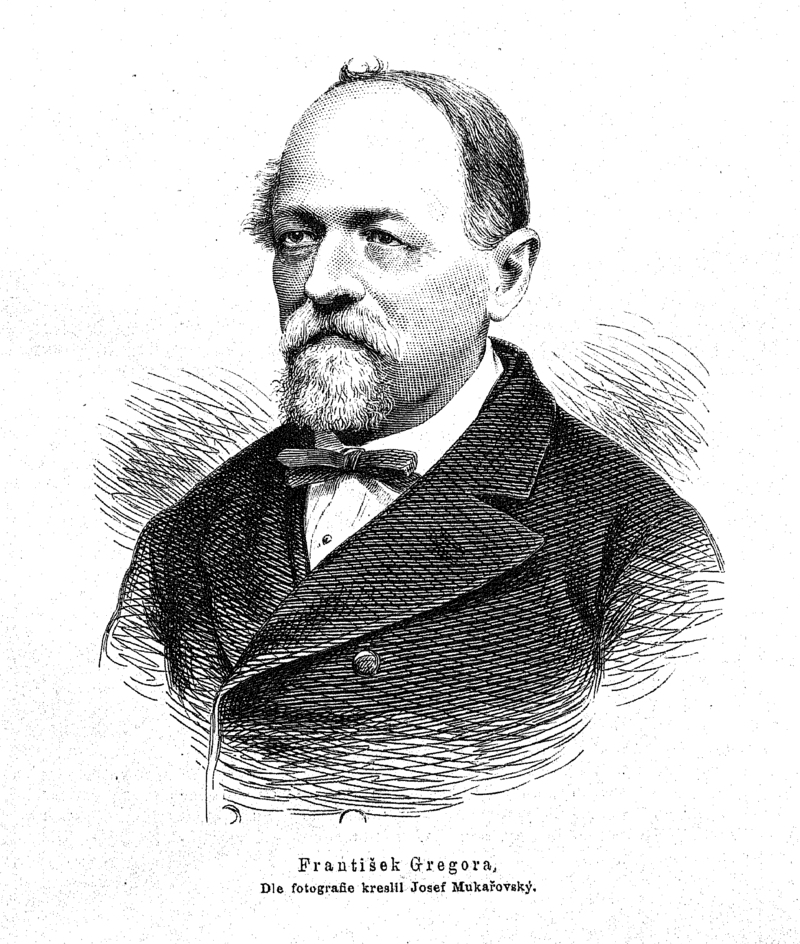
František Gregora na portrétu J. Mukařovského

### Návrat do Čech a působení v Písku
V revolučním roce 1848 se Gregora účastnil bojů na barikádách, a tak byl nucen opustit Vídeň a musel se opět uchýlit do Českých Budějovic. Krátce působil v Kaplici a zanedlouho se stal ředitelem chrámové hudby v nedalekých Vodňanech. Po dvouletém působení byl jmenován ředitelem kůru (regenschorim) při děkanském chrámu v Písku, kde setrval až do své smrti roku 1887.
Působení v Písku bylo značně ovlivněno právě probíhajícím Českým národním obrozením. Vlastenecké tendence se plně projevovaly i v jeho tvorbě. Přestože nejprve vycházel z klasických vzorů, přiklonil se brzy k českému národnímu a lidovému slohu, což se nejvíce promítlo v jeho světských skladbách. 
Nadšený Gregora se brzy stal hlavním iniciátorem veškerého hudebního dění ve městě. Za podpory svých spolupracovníků a dalších významných píseckých osobností značně přispěl ke kulturnímu rozvoji v Písku. Přátelské styky navázal například s Adolfem Heydukem, který do Písku přišel roku 1860 a působil na tamní reálce jako profesor kreslení. Díky tomuto přátelství a společným zájmům ve veřejném životě se Heyduk jako autor textů podílel na několika Gregorových vokálních skladbách. Vedle svých povinností v chrámu se věnoval i pedagogické činnosti: vyučoval zpěv na obou píseckých středních školách a založil dokonce i vlastní hudební školu, kde kromě zpěvu vyučoval i základy hudební teorie a hru na různé hudební nástroje. Vychoval tak nespočet hudebníků a pěvců jak pro chrámový sbor, tak pro pěvecký soubor Otavan, založený roku 1860. Obě tato hudební tělesa patřila ve své době k nejvýznamnějším v tehdejším prácheňském kraji. Jeho pedagogická činnost vyvrcholila roku 1876 vydáním „Nauky o harmonii“, která je prvním tištěným dílem tohoto druhu u nás. Po mnoho let se jednalo o vůbec nejlepší učebnici hudební harmonie.
Gregora nezanedbával ani svou vlastní koncertní činnost, při níž velmi často a s nadšením vystupoval v Písku a řadě dalších jihočeských měst jako virtuóz na kontrabas.
Když se počátkem šedesátých let začaly na celém území Čech pod heslem „Zpěvem k srdci – srdcem k vlasti“ zakládat vlastenecky zaměřené pěvecké spolky (nejvýznamnějším byl pražský Hlahol), Gregora neváhal a spolu s několika přáteli založil v Písku spolek vlastní. Nazval jej Otavan a stal se jeho duchovním otcem. Otavan byl nejvýznamnějším pěveckým spolkem v jižních Čechách. Doslova do posledních let Gregorova života tvořili převážnou část dorostu sboru jeho žáci.

### Úmrtí

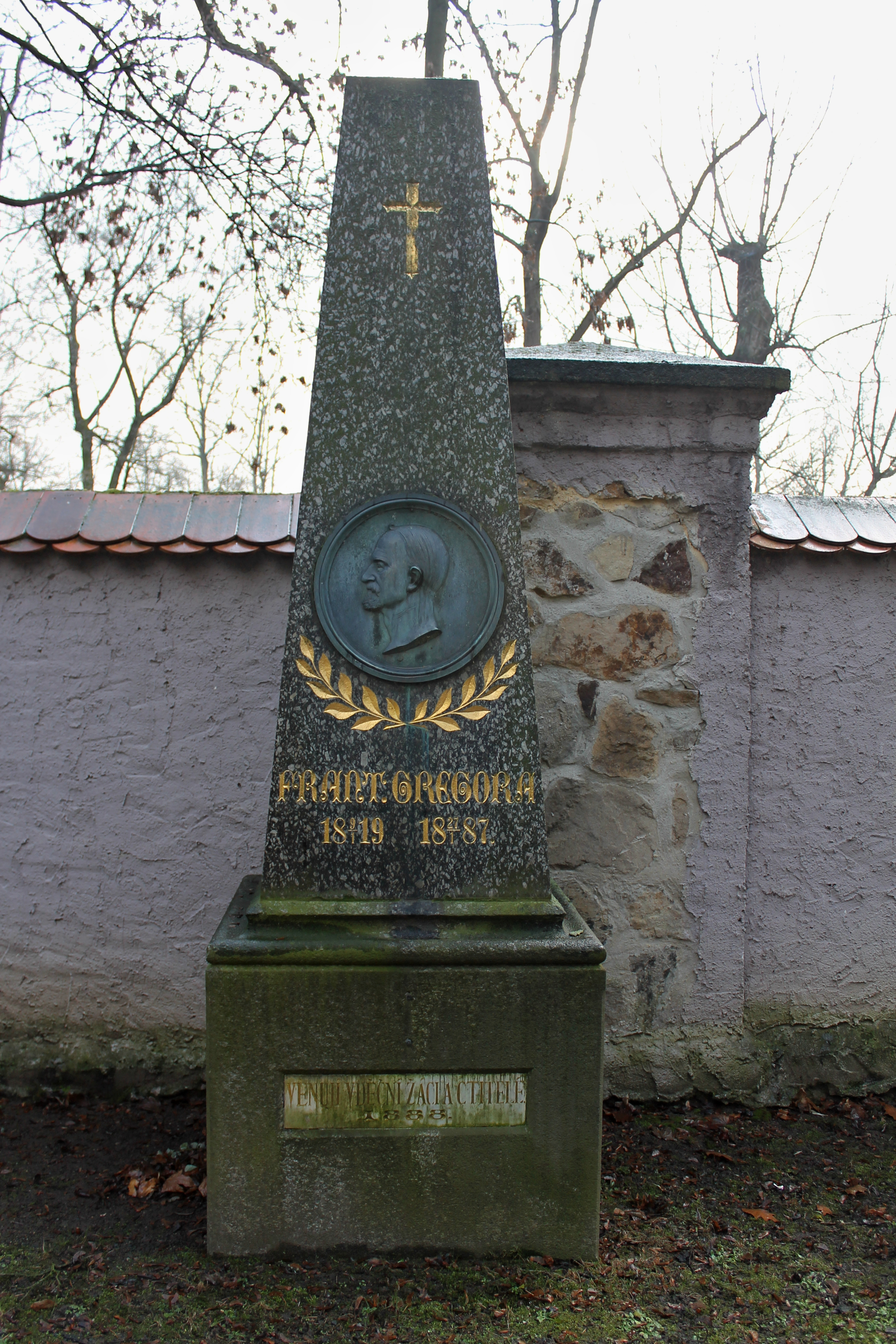
Náhrobek hudebního skladatele Františka Gregory v Písku

Počátkem roku 1887, kdy byl Děkanský chrám v Písku opravován, bylo vyhověno skladatelovu dávnému přání. Přes třicet let totiž usiloval o to, aby se stroj varhan posunul tak, aby se do kůru chrámu vešel větší počet zpěváků a hudebníků. Stalo se tak dne 19. ledna 1887. František Gregora, který toho času již dlouhou dobu stonal, se těšil, že v chrámu bude moci předvést některé ze svých velkých skladeb s kompletním sborem. Bohužel se toho však již nedočkal. Po převzetí nově upravených varhan dne 22. ledna ještě konal své obvyklé povinnosti a dokonce vyučoval. Den nato však ulehl a 27. ledna 1887 ve věku 68 let zemřel.
Zpráva o úmrtí mistra Gregory všeobecně překvapila a mnohé české časopisy zveřejnily vzpomínky na zesnulého. Například hudební časopis Dalibor z 5. února 1887 uvedl: 

Česká hudba ztrácí jednoho z nejryzejších a nejvážnějších svých pěstitelů se skromným ředitelem kůru, jenž se v Písku dne 27. ledna rozloučil se životem. Jím klesá v hrob přední chlouba a ozdoba královského města Písku, požehnaný umělec, vzor ředitele hudby chrámové, výborný učitel, ryzí český charakter zlatého srdce. 

František Gregora je pochován na západní straně hřbitova u Nejsvětější Trojice v Písku. Nad hrobem se tyčí žulový jehlan zdobený bronzovým medailonem a podobiznou skladatele.

### Tvorba
Komponoval hlavně chrámovou hudbu a koncertní skladby pro kontrabas. Kontrabas, do té doby odsouzený k vedlejší roli v orchestru, povýšil na sólový nástroj. Dochovalo se 17 koncertů pro kontrabas a orchestr. Stejně vynikal i jako virtuóz na pozoun a na flétnu.
Jeho dílo zůstalo z velké části nedoceněno. Jedním z důvodů, proč tomu tak bylo, je fakt, že jazykem církve, v jejíchž službách jako regenschori Gregora byl, byla stále ještě latina. Vlastenectví a láska k češtině však vedly Gregoru k tomu, že všechny své skladby, světské i církevní, opatřoval českými texty. To zapříčinilo, že skladby byly církevní konzistoří mnohdy odmítány. Jednou se dokonce stalo, že konzistoř skladbu po umělecké stránce ocenila, ale pro český text ji odmítla schválit pro liturgické účely. Gregora v tomto ohledu nikdy neustoupil, přestože se tím sám hmotně poškozoval.

### Památka na Františka Gregoru v dnešní době
V dnešní době se lze se jménem Františka Gregory setkat především v jižních Čechách. V Písku a v Netolicích jsou po něm pojmenované ulice a na jeho rodném domě je umístěna pamětní deska. Na informační tabuli u vstupu do pietního parku u Nejsvětější Trojice v Písku, kde se nachází jeho náhrobek, je Gregora uveden jako významná písecká osobnost.
V neposlední řadě je Františku Gregorovi věnována část expozice v Prácheňském muzeu v Písku. Ve druhém patře, věnovaném významným osobnostem spojeným s kulturou v regionu, lze nalézt originál Gregorovy kytary a polnice, několik jeho portrétů a velké množství dalších drobností z pozůstalosti.

## Dílo

### Písně
- Dvanáctero prostonárodních českých písní s nápěvy z okolí Strakonic (1873)
- Zednická
- Myslivecká
- Vystěhovanec

### Sbory
- Pochod husitských válečníků
- Komenie

### Chrámová hudba
- 5 mší figurálních
- 7 mší chorálových
- 2 mše pastorální
- 3 mše vokální
- 1 mše slavnostní
- Mše s průvodem 4 trombónů
- Requiem
- Velké nešpory (na slova žalmů č. 109–112 a 116)
- Responsoria
- Žalmy a další příležitostné skladby

### Skladby pro kontrabas
- 17 koncertů pro kontrabas s orchestrem
- Etudy
- Scherza
- Kvartet pro 4 kontrabasy

### Pedagogické dílo
- Nauka o harmonii hudební (1876)
- Začátkové mladého houslisty (1879)

#### Monografie a kvalifikační práce
BRANDEJS, Bedřich. František Gregora, hudební skladatel český. V upomínku na desáté výročí jeho úmrtí. Písek: Knihtiskárna V. Šimka, 1897.
Dr. O. H.. Fr. Gregora. V upomínku na 25té výročí jeho úmrtí. Písek: Knihtiskárna Jana Hrušky, 1912.
GAJDOŠ, Miloslav. František Gregora – český kontrabasista a skladatel. Kroměříž: Bass club Kroměříž, 1985.
GREGORA, Otakar: Systematický seznam skladeb a prací Františka Gregory (1819-1887). Praha: kopie strojopisu, 1977.
KRETSCHMANN, Theobald. Tempi passati. Aus der Erinneungen eines Musikanten, sv. I, Wien - Leipzig, K. Prochaska, 1910. (německy)
MÁCHA, Jaroslav. Hudba v Písku do roku 1865. Příspěvek k hudebnímu obrazu města. Písek: Oblastní muzeum v Písku, 1971.
PROCHÁZKA, Luboš: František Gregora. Absolventská práce. České Budějovice: Konzervatoř České Budějovice, 2005. 82 s.
Procházka, Luboš: František Gregora Skladatel, pedagog a organizátor hudebního života na jihu Čech 19. století.
Diplomová práce. Praha: Ústav hudební vědy FF Univerzity Karlovy, 2014. 104 s. + přílohy - Systematický soupis děl.
VOKROJ, Milan. František Gregora. Písek: Okresní knihovna v Písku, 1982.

#### Články v časopisech a hesla ve slovnících
ANONYM. František Gregora. Artuš Rektorys (ed.), Dalibor. Hudební listy, roč. XXX, 1908, č. 41, 13. 8., s. 320.
ANONYM. Frt Gregory netištěné skladby církevní. V. V. Zelený (ed.), Dalibor. Hudební listy, Drobné zprávy, roč. IX, 1887, č. 18, 30. 4., s. 141.
[BORECKÝ, Jaromír]: Gregora František. Rudolf Dvořák (ed.), Ottův slovník naučný. Ilustrovaná encyklopedie obecných vědomostí, sv. 10, Praha, J. Otto, 1895, s. 456.
DVOŘÁKOVÁ, Pavla. Před 200 lety se narodil skladatel František Gregora. Písecké postřehy, 2019, č. 3.
KALENSkÝ, Boleslav: František Gregora. Vzpomínka na čtvrtstoletí jeho skonu. Rudolf Zamrzla (ed.), Dalibor. Hudební listy, roč. XXXIV, 1912, č. 13 – 14, 27. 1., s. 97 – 98.
NEBUŠKA, Otakar. Fr. Gregora. (K 25. výročí smrti.). Karel Hoffmeister (ed.), Hudební revue, roč. V., 1912, č. 5 - 6, březen, s. 230-232.
POLESNÝ, Karel. Po stopách Gregorovy památky. Písecké listy, 1947, č. 26, 25. 6.
ŠTĚDROŇ, Bohumír: Gregora, František. Československý hudební slovník osob a institucí, sv. 1, Praha, Státní hudební vydavatelství, 1963, s. 375.
VARVAŽOVSKÝ, František. František Gregora. Životopisný náčrtek. Dalibor. Časopis pro všecky obory umění hudebního, roč. I, 1879, č. 22, 1. 8., 172 – 174, č. 23, 10. 8, č. 23, s. 182.